# Partido Nacionalista Peruano
Die Partido Nacionalista Peruano (PNP) (deutsch „Peruanische Nationalistische Partei“) ist eine peruanische politische Partei. Deren Vorsitzender ist Ollanta Humala, welcher 2006 Kandidat der Allianz mit der Unión por el Perú für die Präsidentschaft war.

## Selbstverständnis
Die PNP ist sowohl nationalistisch als auch sozialrevolutionär. Sie sah sich als konstruktive Opposition gegenüber der Regierung des Sozialdemokraten Alan García. Sie bezeichnete sich zunächst als Gegnerin des traditionellen Parteiensystems, trat dann jedoch zu Wahlen an.

## Geschichte
Die Partei wurde 2005 unter maßgeblicher Beteiligung von Ollanta Humala und seiner Ehefrau Nadine Heredia gegründet. Ihre Ursprünge hat die Partei teils im Etnocacerismus. Als Initiator und Teil des Parteibündnisses Gana Perú („Peru gewinnt“) gewann die PNP 2011 die Präsidentschaftswahlen und stellte bis 2016 den Präsidenten. Im peruanischen Kongress stellte die PNP nach den Wahlen am 10. April 2011 eine der größten Fraktionen. Doch schon im April 2012 zeichneten sich starke Spannungen innerhalb des Bündnisses ab. Im Juli 2014 brach das Bündnis „Gana Perú“ endgültig auseinander. 2016 sollte Daniel Urresti, der Innenminister im Kabinett von Ollanta Humala, für den PNP bei der Wahl des folgenden Staatspräsidenten kandidieren. Doch dann trat der PNP bei der Wahl des peruanischen Kongresses 2016 und der gleichzeitigen Präsidentschaftswahl nicht mehr an.
Auch im Andenparlament war die Partei zeitweise mit zwei Abgeordneten vertreten: Alberto Adrianzén und Hilaria Supa Huamán.